# Биолошки ритмови
Биолошки ритмови представљају периодичне промене физиолошких процеса или облика понашања и могу се уочити код организама на свим стадијумима организације. Биолошки ритмови или биоритмови су промене које се правилно понављају у временски дефинисаним периодима и синхронизовани су са дневним, месечним или годишњим цикличним променама средине. Велике сезонске промене у поларним регионима и минималне сезонске промене у екваторијалном подручју условљавају да живи организми поларних региона буду више изложени сезонским променама средине, а организми у екваторијалном подручју више дневним променама средине. Промене средине углавном се испољавају кроз промену количине светлости и температуре. Људи су изворно екваторијалне животиње и њихово понашање је више условљено дневним променама средине. Сви су биолошки ритмови усмерени на максимално захватање ресурса попут хране и минималан губитак енергетских потенцијала. 
Према дужини периода појединог циклуса подела биолошких ритмова могла би се извршити и на:
- ултрадијалне, трају краће од једног дана. Све наше активности које се одвијају у овим краћим периодима, на пример узимање хране, откуцаји срца, респирациони циклус, трептање ока и сл. спадају у ове врсте ритмова.
- циркадијалне, трају око 24 часа. Код људи постоји велики број функција које показују 24-часовну ритмичност. Најчешће проучаване циркадијалне функције су: циклус будности и спавања, варијације у телесној температури, варијације у фреквенци срца и крвном притиску, синтеза и секреција појединих хормона, неке когнитивне функције попут меморије, промене расположења, ћелијска регулација процеса транскрипције и транслације итд. (Chaix, Zarrinpar, & Panda; Radenović, 2010).
- инфрадијалне, трају дуже од једног дана, а краће од годину дана. Индрадијални рирмови могу бити циркасептални, трају око седам дана; циркалунарни, трају око месец дана; циркаануални, трају око годину дана